# Francisco Xavier Ferreira
Francisco Xavier Ferreira (Sacramento, 4 de diciembre de 1771 — 23 de abril de 1838) fue periodista, farmacéutico, poeta y político brasileño.
De joven se fue a vivir a Río de Janeiro, allá fue acusado de apropiarse del dinero de su padrino, fue preso y lo mandaron a Río Grande. Estudió y se reafirmó como farmacéutico, recibiendo el apodo de Chico da Botica. Se casó con Ana Joaquina de Santana, hija de João Rodrigues dos Santos y de Teresa de Jesus Sá, tuvo un único hijo, Inácio Xavier Ferreira.
Hombre culto y erudito, su biblioteca personal era la mayor del estado en el período colonial, con aproximadamente 760 títulos de los más distintos sectores: literatura francesa y portuguesa, Filosofía, Derecho, Economía Política, Ciencias Naturales, física, química y matemáticas.
Fundó y dirigió el periódico O Noticiador, primer periódico de Río Grande. En su imprenta también imprimía el periódico O Propagador da Indústria Rio-Grandense. Fue miembro de la junta gobernativa gaucha de 1822-1824.
Fue masón y miembro de la Sociedad Defensora, de donde fue secretario y presidente. Siguió fácilmente la carrera política, fue elegido inicialmente concejal en Río Grande. Tuvo un papel decisivo en la elaboración y votación de la ley que elevó la villa de Río Grande a la categoría de ciudad, el 27 de junio de 1835. Después fue elegido diputado provincial en la 1ª Legislatura de la Asamblea Legislativa Provincial de Río Grande del Sur, era republicano, pero no era separatista.
En la Revolução Farroupilha, era presidente de la Asamblea Legislativa, cuando las fuerzas legalistas retomaron Porto Alegre. Fue preso en Presiganga y lo mandaron a Río de Janeiro, donde falleció en el calabozo de la Fortaleza de Nossa Senhora da Conceição en Ilha de Villegagnon, en 1838.
Como homenaje, la Plaza do Comercio en Río Grande, al conmemorar el centenario de la Ley Provincial que elevó a ciudad la villa de Río Grande, pasó a ser denominada, a partir de entonces, Plaza Xavier Ferreira.